# Karl Friedrich Bernhard Helmuth von Hobe

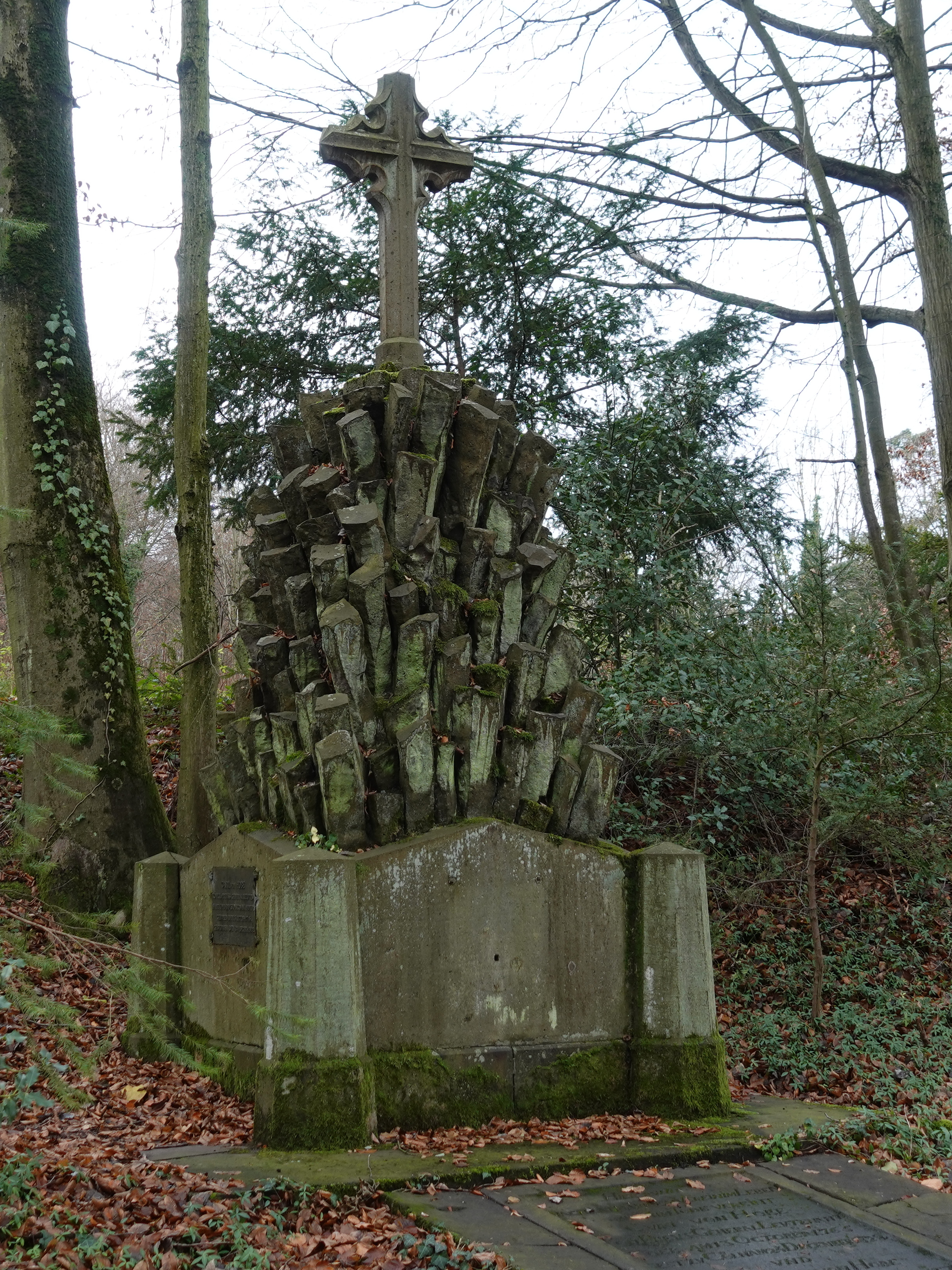
Grabmal des K. F. B. H. von Hobe beim Kloster Heisterbach

Karl Friedrich Bernhard Helmuth von Hobe (* 16. Oktober 1765 in Jürgenstorf; † 25. Dezember 1822 in Köln) war ein preußischer Generalleutnant und Ritter des Ordens Pour le Mérite.

## Leben

### Herkunft
Karl Friedrich Bernhard Helmuth entstammte dem alten ursprünglich mecklenburgischen Adelsgeschlecht von Hobe. Er war der Sohn von Ernst Johann von Hobe († 1794) und dessen Ehefrau Helene Sophie, geborene von Blücher (1738–1777) aus dem Hause Gorschendorf.

### Militärkarriere
Hobe trat 1778 als Junker in das Husarenregiment „von Belling“ der Preußischen Armee ein und nahm bis 1779 am Bayerischen Erbfolgekrieg sowie 1787 am Einmarsch in Holland teil. 1795 wurde Hobe zum Stabsrittmeister, 1803 zum Rittmeister und Eskadronchef sowie 1805 zum Major befördert.
Während des Vierten Koalitionskrieges kämpfte er 1806/07 unter anderem in der Schlacht bei Jena (14. Oktober 1806). Im April 1809 erhielt Hobe das Kommando über das 3. Brandenburgische Husaren-Regiment und im März 1813 seine Beförderung zum Oberstleutnant. Mit Beginn der Befreiungskriege im Frühjahr 1813 nahm Hobe an den Schlachten bei Großgörschen (2. Mai 1813) und Bautzen (20. und 21. Mai 1813) teil. Für seine Verdienste in der Schlacht bei Großgörschen wurde er mit dem Eisernen Kreuz II. Klasse und dem russischen Sankt-Stanislaus-Orden ausgezeichnet. Im Herbstfeldzug von 1813 kämpfte er in den Schlachten von Großbeeren (23. August 1813), Dennewitz (6. September 1813) und der Völkerschlacht bei Leipzig (16. bis 19. Oktober 1813). Nach der Völkerschlacht erhielt er das Eiserne Kreuz I. Klasse.
Während des Winterfeldzuges von 1814 gelang ihm die Einnahme und Verteidigung von Herzogenbusch. Dafür erhielt er das Eichenlaub zum Orden Pour le Mérite, die höchste preußische Tapferkeitsauszeichnung. Allerdings kam es bei der Siegesmeldung zu einem Missverständnis durch seinen Adjutanten Stabsrittmeister von Rheinbaben, wodurch die Meldung direkt zum König von Preußen gelangte. Sein vorgesetzter Kommandierender General Friedrich Wilhelm Bülow von Dennewitz sah sich übergangen und setzt Hobe wegen Insubordination in Arrest. Gleichwohl schlug er ihn in einem Schreiben an das königliche Hauptquartier zur Auszeichnung des Pour le Mérite mit Eichenlaub vor.

„Bülow an den König, Breda 29. Januar (Anmerkung: das Schreiben ging am 6. Februar 1814 an Friedrich Wilhelm III. von Preußen) Obgleich ich genöthigt gewesen bin, dem Obersten von H. Arrest zu geben […] so muss ich ihm doch andererseits das pflichtgemäße Zeugnis ertheilen, daß er ein tüchtiger Soldat und braver, ehrenwerther Mann ist. Aus diesem Grunde sowohl, als da auch die Einnahme der Festung Herzogenbusch eine schöne Waffenthat ist, die ihm zur hohen Ehre gereicht, unterstehe ich mich E.K.M. in tieffster Devotion zu bitten: dem Oberst von H. den V.O. mit Eichenlaub und dem Oberst von Zastrow den Rothen Adlerorden III. Klasse zum Andenken an diese so wohl gelungene treffliche Expedition huldreich verleihen zu wollen.“

Eine Eingabe von Generalleutnant Ludwig von Borstell wurde nachgereicht.

„Vorschlag des Generalleutnants von Borstell, eingereicht von General von Bülow: La Chapell bei Paris, 6. April betreff die Vorschläge zum Eisernen Kreuz usw. Obrist und Brigadekommandeur von H. führte in (den Gefechten am 1., 2., 3., 5. und 7. März) das ihn anvertraute Detaschment gegen einen überlegenen Feind vorzüglich gut. Bei dem sehr überlegenen Angriff des Generals Maison auf Audenarde hat er sich besonders sehr verdient gemacht, indem er mit geringen Kräften diesen offenen Ort gegen zwei Stürme behauptet und dem Feinde einen sehr bedeutenden Verlust zugefügt hat. Zum Orden p.l.m. mit Eichenlaub.“

Noch Anfang 1814 erfolgte seine Beförderung zum Generalmajor. Im April 1815 war Hobe Brigadechef der Reservekavallerie des III. Armeekorps der Niederrhein-Armee. Im Sommerfeldzug von 1815 kämpfte er mit seiner Kavallerieeinheit in den Schlachten von Ligny (16. Juni 1815) und Wavre (19. Juni 1815) und wurde mit dem Roten Adlerorden II. Klasse ausgezeichnet.
Im November 1815 wurde Hobe Kommandeur einer Brigade in Posen und ein Jahr später Brigadechef der Reservekavallerie beim Armeekorps in Frankreich. Es folgten weitere Auszeichnungen, so unter anderem der russische Orden des Heiligen Wladimir III. Klasse, der Rote Adlerorden II. Klasse mit Eichenlaub und der französische Militärverdienstorden. 1820 erhielt er das Kommando über die 15. Division und 1822 seine Beförderung zum Generalleutnant. Hobe starb am 25. Dezember 1822, im Alter von 57 Jahren, völlig unerwartet an Schlagfluss in Köln. Er war Mitglied der Berliner Freimaurerloge Zu den drei Seraphim.

### Familie
Hobe hatte sich am 11. September 1795 in Neustadt an der Aisch mit Sophie Therese von Rothschütz (1768–1822) verheiratet. Aus der Ehe gingen folgende Kinder hervor:
- Julius Friedrich Karl Kurt (1799–1850), preußischer Major a. D. und Adjutant beim Kommando der Gardekavallerie
- Eduard (1802–1874), preußischer Generalleutnant ⚭ Cora Übel (1807–1831)[2]
- Karl Kurt (* 1804), preußischer Sekondeleutnant a. D.